# Ласло IV
Ласло IV Куманин е крал на Унгария от 1272 до 1290 година. Младият крал се опитва да се справи с феодалната анархия, подчинявайки на кралската власт чрез военна сила полунезависимите магнати и епископи.

## Произход
Роден е през 1262 г. Син е на унгарския крал Ищван V и Елизабет Куманката, дъщеря е на хан Котян Тертероба.

## Управление
Ласло IV играе активна роля в борбата между краля на Бохемия – Отокар II и Рудолф I за императорската корона. Съюзът на унгарския крал с Рудолф е скрепен по време на тяхната среща в Хаймбург през август 1277 г.
В битката при Моравско поле (Дюрнкрут) на 26 август 1278 г. съюзниците разгромяват бохемския крал. През 1282 г. в съседна Австрия се утвърждават Хабсбургите, явяващи се и германски императори.
През февруари 1285 г. е отблъснато нападението на татарския хан Телебуги.
Папата изпраща свой легат в страната. При временното затихване на вътрешното напрежение, вниманието на папския пратеник се обръща към езичниците-кумани. Макар да е убеждаван на два пъти да се откаже от тях, Ласло избягва това унижение и се обявява на страната на единствената сила, която му остава вярна. Така си спечелва прякора „Куманина“.
През 1287 година Ласло е отлъчен от църквата и дори се обмисля да се изпрати кръстоносен поход срещу него.
На 10 юли 1290 година бездетният крал Ласло IV е убит от своите кумански съюзници. Така, основният клон на династията на Арпадите прекъсва. Неговият племенник Андраш III Венецианец, получавайки информация за смъртта на краля, бяга от Виена и пристига в Естергом, където архиепископ Лодомер го увенчава с короната на Свети Стефан на 23 юли 1290 година.